# Edmund Renard (der Ältere)
Edmund Renard (der Ältere) (* 1830; † 1905) war ein deutscher Bildhauer und Dombildhauer am Kölner Dom.

## Familie
Aus der mit der Schwester des Architekten Heinrich Wiethase geschlossenen Ehe entstammten die Kinder Heinrich Renard, Edmund Renard der Jüngere, Luise Maria Renard (1865–?), Josef Engelbert Ludwig Renard (1867–1930, Kirchenmaler), Georg Renard (1859–1870), Wilhelmine Renard (1872–1876).

## Arbeiten
- 1899–1900 Heinzelmännchenbrunnen in Köln[1][2]
- 1882: Annasäule in Düren gemeinsam nach einem Entwurf von Heinrich Wiethase[3]
- 1878: Grabmal Richard Hoesch in Düren
- 1870: Bauplastiken an der katholischen Pfarrkirche Cyriakus in Hüls[4]
- 1863: Grabmal Johanna Hoesch in Düren[5]
- 1861: zwei Skulpturen (Verkündigung Mariens) am südlichen Querhausportal der Christuskirche in Hannover[6]